# Asterococcus muratae
Asterococcus muratae är en insektsart som först beskrevs av Kuwana 1907.  Asterococcus muratae ingår i släktet Asterococcus och familjen Cerococcidae. Inga underarter finns listade i Catalogue of Life.